# داش دمیر بی‌لی
داش دمیر بی‌لی (به لاتین: Daşdəmirbəyli) یک منطقه مسکونی در جمهوری آذربایجان است که در شهرستان آق‌سو واقع شده است. داش دمیر بی‌لی ۹۱۵ نفر جمعیت دارد.